# ابلاست

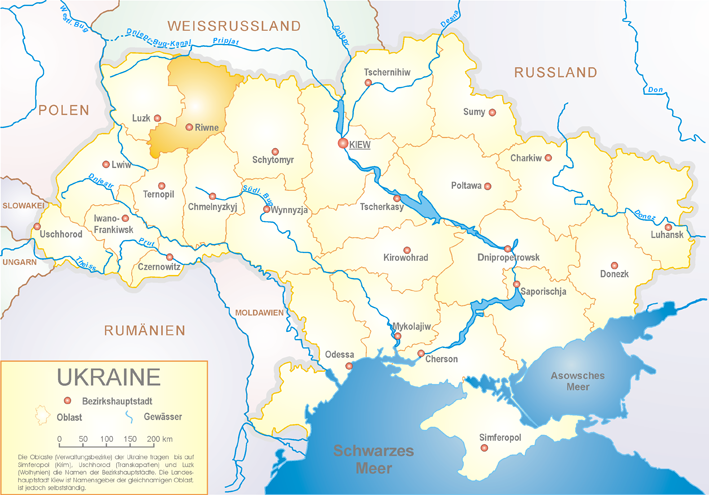
یک ابلاست در اوکراین

اُبلاست واژه‌ای است در زبان‌های اسلاوی که بیشتر در معنای استان به‌کار می‌رود.
از این واژه در تقسیمات کشوری بلاروس، بلغارستان، قزاقستان، قرقیزستان، روسیه و اوکراین در زبان‌های خود این کشورها استفاده شده و پیش‌تر نیز در کشورهای از بین‌رفتهٔ شوروی و پادشاهی صرب‌های کرواسی و اسلوونی متداول بوده‌است.
اصطلاح رسمی در کشورهای بازمانده از اتحاد جماهیر شوروی متفاوت است اما در برخی از کشورها هنوز هم واژه‌ای هم‌ریشه و هم‌جنس با اصطلاح روسی‌اش کاربر دارد، برای مثال، وُبلاست (وُبلاستس [ˈvobɫasʲtsʲ]) برای مناطق بلاروس و اُبلیس (جمع: اُبلیستار) برای مناطق قزاقستان استفاده می‌شود.
واژهٔ «اُبلاست» در زبان فارسی تحت عناوین «منطقه» و «استان» یا ناحیه ترجمه می‌شود.

## بلغارستان
از سال ۱۹۹۷ میلادی، بلغارستان به ۲۸ اُبلاست تقسیم و معمولاً تحت عنوان «استان» ترجمه می‌شود. پیش‌تر، این کشور به ۹ واحد سیاسی تقسیم می‌شد که آن‌ها نیز در زبان بلغاری ابلاست نامیده می‌شدند.

## کشورهای پساشوروی
ابلاست‌ها در دیگر کشورهای پساشوروی به‌طور رسمی چنین نامیده می‌شوند:
| منطقهٔ واحد | اصطلاح محلی                | معادل فارسی     | جزئیات                       | توضیحات                                       |
| ---------- | -------------------------- | --------------- | ---------------------------- | --------------------------------------------- |
| ارمنستان   | marz                       | استان یا ناحیه  | بنگرید به استان‌های ارمنستان  | نسخهٔ روسی ابلاست در قانون سال ۱۹۵۵ میلادی     |
| بلاروس     | voblast (vobłaść) / oblast | منطقه           | بنگرید به استان‌های بلاروس    | زبان‌های روسی و بلاروسی، هر دو زبان رسمی هستند |
| گرجستان    | mkhare                     | منطقه           | بنگرید به Mkhare             |                                               |
| قزاقستان   | oblys                      | منطقه           | بنگرید به استان‌های قزاقستان  |                                               |
| قرقیزستان  | oblast                     | منطقه           | بنگرید به استان‌های قرقیزستان |                                               |
| روسیه      | oblast                     | اُبلاست یا منطقه | بنگرید به استان‌های روسیه     |                                               |
| تاجیکستان  | viloyat                    | ولایت           | بنگرید به ولایت‌های تاجیکستان |                                               |
| ترکمنستان  | welaýat                    | استان           | بنگرید به استان‌های ترکمنستان |                                               |
| اوکراین    | oblast                     | اُبلاست یا منطقه | بنگرید به Oblasts of Ukraine |                                               |
| ازبکستان   | viloyat                    | ولایت           | بنگرید به ولایت‌های ازبکستان  |                                               |